# Catedral Episcopal de San Juan (Taipéi)
La Catedral Episcopal de San Juan (en chino tradicional, 聖約翰座堂; Wade-Giles, Shêng⁴-yüeh¹-han⁴ tso⁴-tʽang²) es un templo episcopal, que se encuentra en el N º 280, Sección Segunda, vía sur de Fuhsing, Taipéi, Taiwán. Es la catedral diocesana de la diócesis episcopal de Taiwán.
Un gran edificio en el sur de Taipéi, familiar para muchos locales, la Catedral de San Juan fue construida en 1955 por los episcopalianos chinos que habían huido de la China continental comunista en 1949. Se convirtió en la catedral diocesana de la diócesis episcopal de Taiwán en 1961-1962, cuando esta diócesis fue establecida oficialmente. El edificio anexo se añadió más tarde, en 1963.